# Uršula Ramoveš
Uršula Ramoveš, slovenska pevka, glasbenica in učiteljica, * 10. september 1968, Kranj, Slovenija. 

## Življenje in delo
Uršula Ramoveš živi v Poljanski dolini. Poročena je s pesnikom Janezom Ramovešem. Preživlja se kot učiteljica razrednega pouka (leta 1996 je diplomirala na ljubljanski Pedagoški fakulteti z diplomsko nalogo Realnost in fantazija v otroških likovnih delih), a je bolj znana kot pevka. Pevsko se je izobraževala pri profesorici Ileani Bratuž Kacjan, pri kateri je deset let študirala solopetje. Njen prvi javni solistični nastop je bil v Kranju, ko je v okviru delovanja kulturno-teroristične skupine Ne bom oprala teh krvavih madežev pela stare cerkvene pesmi.
Avtorsko je začela ustvarjati skupaj s pianistom Jožijem Šalejem, ki ga je spoznala v Komornem zboru Radia Slovenija, v katerem je pela štiri leta. Posnela sta dve zgoščenki – Sugar free baby in Na sunčn dan sm se z biciklam pejlu – in z materialom nastopala v slovenskih klubih in festivalih (Lent, Mesto žensk, Trnfest). Leta 2005 je ustanovila vokalni kvartet Uršula Ramoveš in Fantje z Jazbecove grape, s katerim so posneli dve zgoščenki, Anglčešejne (2007) in Talisman (2013).
Na vseh zgoščenkah je uglasbena poezija Janeza Ramoveša; gre za pesmi v poljanskem narečju, ki niso pisane kot besedila, pač pa samostojne pesmi. Uršula Ramoveš pesmi izbere, jih uglasbi in odpoje. Veliko skladb na zgoščenkah je a capella. Joži Šalej melodije opisuje kot ljudske, z občutkom prahistoričnega. Po mnenju Petra Kisina pa je označevanje dela Janeza in Uršule Ramoveš pretirana redukcija, saj Janez Ramoveš, s tem pa posredno tudi Uršula Ramoveš, izhaja iz širokega in raznovrstnega spektra vplivov, med katerimi so beograjska urbana scena iz 80-ih, Joy Division in širša manchesterska scena, večernice Mohorjeve družbe, kmetijski priročniki in literarni klasiki. Tudi Rajko Muršič ima Uršulo Ramoveš za sodobno ustvarjalko, ki se navdihuje pri ljudski pesmi, poleg te pa v svoje petje vključuje samospev, džezovsko petje in starejše vokalne  tehnike. Kot posebno kakovost Muršič izpostavlja »skrbno niansirano barvitost« njenega glasu in brezhibno intonacijo. V kontekstu narečnega petja je tako delo Urušle Ramoveš posebnost. Zdravko Duša je poleg tega prepričan, da ima Uršula Ramoveš s svojo interpretacijo poezije Janeza Ramoveša največje zasluge za njeno uveljavitev.

## Seznam izbranih del

### Seznam samostojnih zgoščenk
- Sugar free baby (2000, samozaložba)
- Na sunčn dan sm se z beciklom pelu (2003, založba Sanje)
- Sugar free baby (2006, založba Sanje – ponatis)
- Anglčešejne (2007, založba Sanje), skupaj s Fanti iz Jazbecove grape, posnetki v živo
- Talisman (2013, založba Celinka), skupaj s Fanti iz Jazbecove grape
- Hribovske balade (2020, založba Celinka), skupaj s Fanti iz Jazbecove grape

### Seznam soavtorskih zgoščenk
- Robert Jukić: Radio hi-fi stereo (2009, založba Sanje) – vokal
- Etno (2011, založba SIGIC), "Piism, ke ja j piiv adn, ke j pol hmal umaru", skupaj s Fanti z Jazbecove grape
- Cvetober, CD 2 (2014, založba Celinka) – skladba "Elizabeta druga", skupaj s Fanti iz Jazbecove grape